# Millie David
Pour les articles homonymes, voir David (patronyme).
Pas d'image ? Cliquez ici

a Compétitions nationales et continentales officielles uniquement.

b Matchs officiels uniquement.
Dernière mise à jour le 4 mars 2025.
Millie David, née le 15 juin 2005, est une joueuse anglaise de rugby à XV qui évolue au poste d'ailier. Elle joue aux Bristol Bears.

## Biographie
Née le 15 juin 2005, Millie David découvre le rugby à XV à l'école primaire, via la pratique du tag. C'est son père (australien) qui lui conseille de rejoindre un club. Suivant la voie de ses frères ainés, elle rejoint le club du Reading RC à l'âge de onze ans. Petite pour son âge, son engagement physique est total car elle veut impressionner sa famille. Elle intègre par la suite le programme « Wasps ACE », au club des Wasps (en), l'équivalent d'un pôle espoirs.
Elle rejoint les Bristol Bears en 2023-2024 et dispute trois rencontres avec l'équipe première. En avril, elle est sélectionnée avec l'équipe d'Angleterre des moins de 20 ans. Elle dit avoir beaucoup appris au cours d'une saison qui a vu les Bristol Bears aller jusqu'en finale du Championnat d'Angleterre. Elle avoue également viser la Coupe du monde 2029, organisée en Australie, le pays de son père.
En 2024-2025, elle s'impose à l'aile de son équipe et dispute seize rencontres de Premiership, pour un total de 17 essais marqués. En fin de saison, elle est convoquée avec les Red Roses pour le premier stage de préparation du Tournoi des Six Nations. Au mois de juin elle fait partie de la présélection qui prépare la Coupe du monde.

## Palmarès
- Meilleure marqueuse de la Premiership en 2025.
- Élue révélation de l'année de la Premiership en 2025.